# III. Eduárd angol király
III. Eduárd (angolul Edward III; 1312. november 13. – 1377. június 21.) Anglia királya 1327-től haláláig. Elsősorban a százéves háború elindításáról, katonai sikereiről és politikai reformjairól ismert. 
Tizennégy évesen koronázták királlyá, miután anyja, Franciaországi Izabella megdöntötte apja, II. Eduárd hatalmát. Három évig csak névleg uralkodott, hiszen helyette Izabella és annak szeretője, Roger Mortimer gyakorolták a hatalmat, ám tizenhét évesen meglepetésszerűen kivégeztette Mortimert, anyját pedig bebörtönöztette és ezzel kezébe került Anglia irányítása. A skótok elleni sikeres hadjárat után Aquitánia hercegsége miatt konfliktusba keveredett VI. Fülöp francia királlyal, mire benyújtotta igényét a francia trónra és elkezdődött a százéves háború. Kezdeti bizonytalanságok után a crécyi csatában döntő győzelmet ért el és elfoglalta Calais-t, de előnyét nem tudta kihasználni, mert a nagy pestisjárvány, a fekete halál lesújtott országára és lakosságának harmadát elpusztította. 1356-ban a győztes poitiers-i csata után Franciaország területének jelentős részét elcsatolta. Idősebb korában gyenge egészsége és inaktivitása miatt politikai reformokra kényszerült, a parlament befolyása megerősödött, a franciák pedig visszaszerezték korábbi veszteségeik egy részét.      
III. Eduárd kiváló hadvezér volt, egyes hadtörténészek szerint a legjobb az angol történelemben. Apja katasztrofális uralkodása után helyreállította a korona tekintélyét és maga mellé állította a főnemességet. Ő alapította a Térdszalagrendet. Impulzív természete volt, de szükség esetén könyörületesnek is mutatkozott. Hosszú ideig, 50 évig uralkodott, amivel a középkorban csak dédapja, III. Henrik múlta felül.

## Gyermekkora

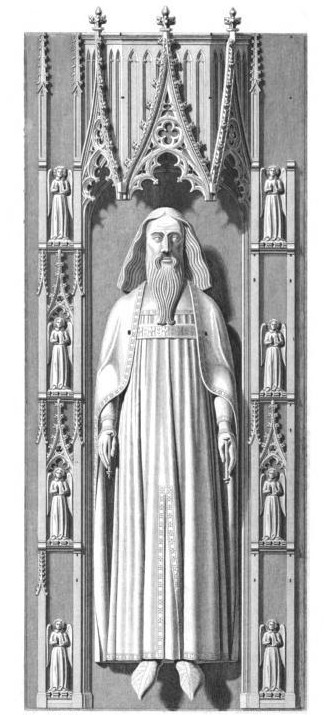
III. Eduárd síremléke a westminsteri apátságban

Eduárd 1312. november 12-én született a windsori kastélyban II. Eduárd angol király és felesége, Franciaországi Izabella első gyermekeként. Apjának uralkodása az angol történelem egyik zavaros időszakára esett és a gondokat részben az okozta, hogy a király elhanyagolta az államügyeket, a skótok függetlenségi háborújában pedig több alkalommal vereséget szenvedett. Az arisztokrácia azt is nehezen viselte, hogy II. Eduárd kegyenceinek szűk csoportjára támaszkodott. A trónörökös születése valamelyest javított a király helyzetén a főnemesek ellenállásával szemben. Az újszülött Eduárdot apja 12 napos korában kinevezte Chester grófjának.
1325-ben II. Eduárd azzal a követeléssel szembesült, hogy Gascogne uraként tegyen hűségesküt a francia királynak, IV. Károlynak (aki egyébként a sógora volt). Eduárd nem szívesen hagyta volna el országát, mert aktuális kegyence, ifjabb Hugh Despenser miatt igen feszült volt a helyzete az angol bárókkal. Ehelyett a trónörököst nevezte ki Gascogne hercegévé és maga helyett elküldte őt Párizsba. A fiatal herceget anyja (Károly király húga) is elkísérte, hogy segítsen a béketárgyalások során. Izabella azonban Párizsban az Angliából száműzött Roger Mortimerrel összeesküvést szőtt férje hatalmának megdöntésére. Hogy vállalkozásához szövetségeseket szerezzen, Eduárd herceget eljegyezte a 12 éves Hainault-i Filippával. A királyné és Mortimer átkeltek Angliába, ahol a nemesség és a korona tisztviselői átálltak az oldalukra. Összehívták a parlamentet, amely kényszerítette a királyt, hogy adja át trónját a fiának. A 14 éves III. Eduárdot 1327. január 25-én kiáltották ki Anglia uralkodójának, február 1-én pedig a westminsteri apátságban megkoronázták.

## Uralkodása
Eduárd ekkor még csak névlegesen volt király, az országot gyakorlatilag Roger Mortimer irányította, aki kihasználva hatalmát egyre több földbirtokot és címet kaparintott meg. Népszerűtlenségét csak fokozta a skótoktól elszenvedett megalázó vereség Stanhope Parknál és az ezt követő, 1328-ban megkötött edinburgh–northamptoni béke, amelyben kénytelenek voltak elismerni Skócia függetlenségét. A fiatal király is hamarosan konfliktusba került vele, mert Mortimer érezte helyzete ingatagságát és hogy Eduárd tekintélyét csökkentse, tiszteletlenül bánt vele. Eduárd helyzete jelentősen megszilárdult, amikor 1328 januárjában fia született. 1330-ra elhatározta, hogy döntésre viszi konfliktusát Moritmerrel. Októberre összehívta a parlamentet Nottinghamba, ahol hívei (William Montagu és mások) kis csoportjával meglepetésszerűen lefogta a kormányzót, majd miután a királyi hatalom elorzásával vádolták, november 29-én tárgyalás nélkül felakasztották.
III. Eduárd elégedetlen volt ugyan a nevében kötött skót békeszerződéssel, de a háború megújítását nem ő kezdeményezte, hanem a főurak egy csoportja, akik Skócia függetlenedésével jelentős birtokokat veszítettek el. Köztük volt Edward Balliol, annak a John Balliolnak a fia, akit korábban skót királlyá koronáztak, de az angolok (III. Eduárd nagyapja, I. Eduárd) megfosztották a tróntól. Most Edward Balliol az angol király segítségét kérte családi birtokainak visszaszerzéséhez. Az angolok 1332 augusztusában Dupplin Moornál nagy győzelmet arattak és a kiskorú II. Dávid helyett Balliolt ültették a trónra. Ő azonban nem tudta megszilárdítani a hatalmát, hamar elűzték és ismét III. Eduárdtól kért segítséget. Az angolok ostrom alá vették a fontos határvárost, Berwicket és a Halidon Hill-i csatában szétverték a város felmentésére érkező skótokat. Eduárd visszahelyezte Balliolt a trónra és Dél-Skócia jelentős részét Angliához csatolta. Az angolbarát párt azonban nem tudta kézben tartani Skóciát, II. Dávid hívei fokozatosan felülkerekedtek és 1338-ban az angolok kénytelenek voltak kiegyezni velük. 1341-ben II. Dávid visszatérhetett országa élére.

Az angol engedékenység egyik oka a skót-francia szövetség volt, amely miatt bármikor előfordulhatott, hogy kétfrontos harcra kényszerülnek. A franciák rendszeresen kisebb portyákat intéztek az angol partok ellen és a hírek szerint inváziót készítettek elő. 1337-ben VI. Fülöp francia király elkobozta az angol királytól az Aquitánia hercege és Ponthieu grófja címeket. III. Eduárd ahelyett, hogy apja példáját követve békés megoldásra törekedett volna és ezen franciaországi birtokok után hűséget esküszik Fülöpnek, válaszul bejelentette, hogy IV. Fülöp unokájaként igényt tart a francia trónra (VI. Fülöp III. Fülöp fiatalabb fiának, Valois Károlynak volt a gyermeke és a Capet-ág férfiági kihalása után került a trónra. Eduárd leányági leszármazott volt, így a Franciaországban érvényes száli jog szerint ki volt zárva az örökösödésből; VI. Fülöp előtt három fivér váltotta egymást a trónon, mert csak lányaik értek el a felnőttkort). Az örökösödési konfliktus vezetett a két ország közötti százéves háborúhoz. A háború kezdeti szakaszában Eduárd szövetségeseket keresett. 1338-ban IV. Lajos német-római császár megígérte segítségét. 1340 januárjában Eduárd átkelt Flandriába és fogadta a flamand gróf hűségesküjét. Júniusban a sluysi tengeri csatában az angol flotta döntő vereséget mért a franciákra, így a háború hátralevő szakaszában uralta a La Manche csatornát és megakadályozott minden francia inváziós kísérletet.
Eközben a növekvő háborús kiadások miatt egyre nőtt az angolok elégedetlensége. Az otthoni régenstanács a kincstár eladósodása miatt panaszkodott, a kontinensen tartózkodó királyt viszont feldühítette, hogy tisztségviselői képtelenek előteremteni a hadakozáshoz szükséges pénzt. Eduárd 1340 novemberében meglepetésszerűen hazatért és miután káoszt tapasztalt kormányzatnál, számos minisztert és főbírót menesztett, néhányat bebörtönzött. Köztük volt John de Stratford canterburyi érsek két rokona is, Robert Stratford chichesteri püspök és Henry de Stratford is. Az érsek azzal vádolta a királyt, hogy a tisztviselők letartóztatásával megsértette a törvényeket. Az 1341 áprilisában tartott parlamenten kiegyeztek egymással, Eduárd az adók megemeléséért cserébe elfogadta pénzügyi és kormányzati szabadságának korlátozását. Az uralkodó azonban még ugyanazon év októberében megszegte a megállapodást és kiszorította az érseket a politikai döntésekből.
Korábban az angol királyi flottának nem volt állandó felügyelete, a döntéseket igény szerint, ad hoc hozták. III. Eduárd létrehozta "a király hajóinak tisztviselője" tisztséget, amelyet egymás után William de Clewre, Matthew de Torksey és John de Haytfield töltött. A pozíció utolsó birtokosa III. Eduárd uralkodása alatt Sir Robert de Crull volt. Ez a tisztség képezte később VIII. Henrik Tengerészeti Tanácsának és I. Károly Admiralitásának alapját.

### Háborús fordulatok

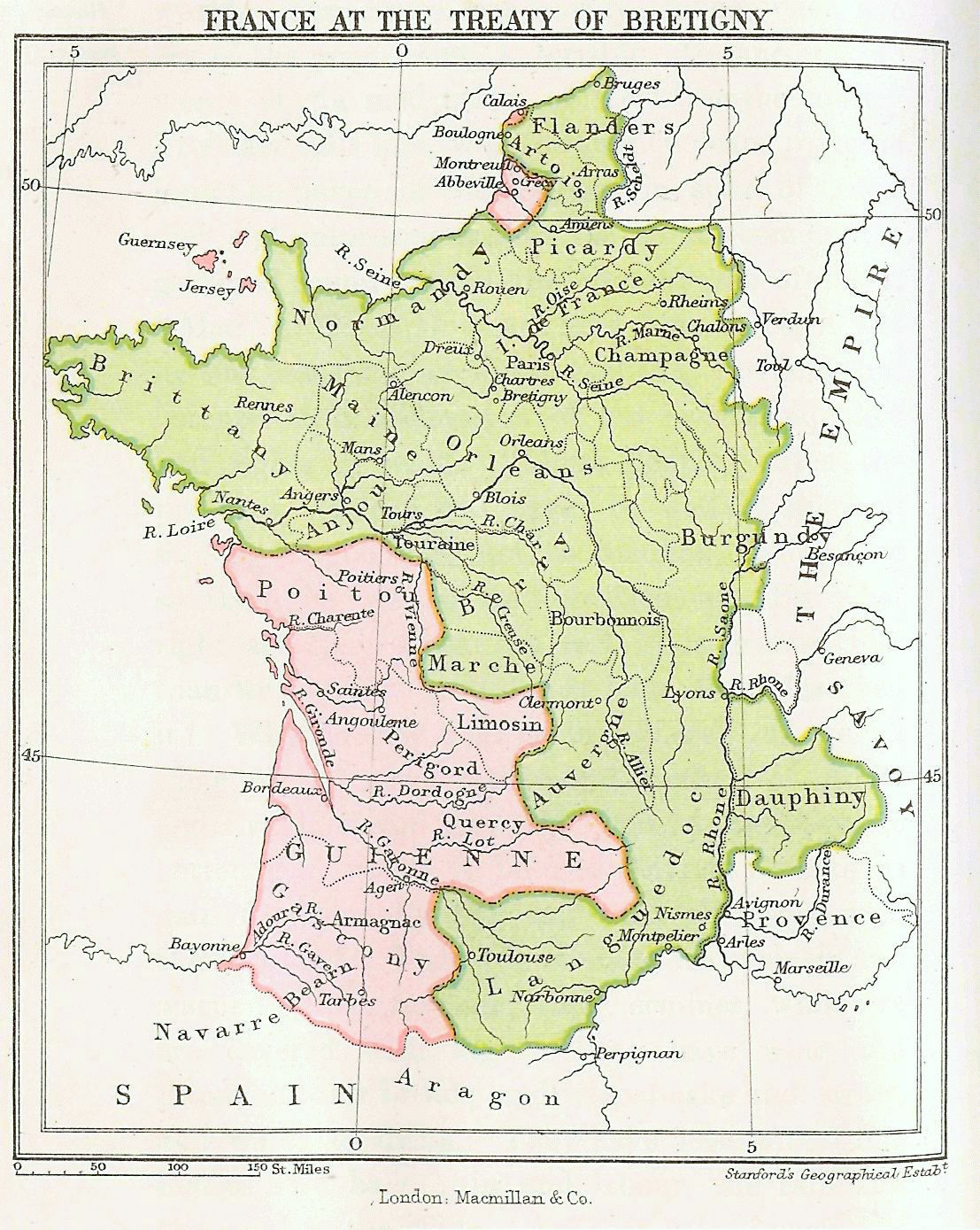
Az angolok által a brétignyi békében szerzett területek (rózsaszínnel)

Az 1340-es évek elejére nyilvánvalóvá vált, hogy Eduard szövetségkereső politikája túl sokba került és túl kevés eredményt hozott. A következő években inkább saját, angol hadseregét használta fel, mint amikor beavatkozott a bretagne-i örökösödési válságba, bár kezdetben ezek az akciók sem bizonyultak gyümölcsözőknek (kivéve Lancaster hercegének győzelmét az 1345-ös auberoche-i csatában) Eduárd megtagadta a firenzei bankároktól felvett 1 millió 365 ezer forintos adósságának kifizetését, így hitelezői csődbe mentek.
A fordulópont 1346 júliusában következett be, amikor Eduárd 15 ezres seregével átkelt Normandiába. Kifosztotta Caent és végigvonult Észak-Franciaországon, hogy találkozzon a Flandriában lévő angol erőkkel. A királynak nem volt szándékában megütközni a franciákkal, de a Somme folyótól északra, Crécy falu mellett kedvező színteret talált és bevárta az őt üldöző VI. Fülöpöt. Augusztus 26-án a crécyi csatában döntő vereséget mért a túlerőben lévő franciákra. Valamivel később, október 17-én a Neville's Cross-i csatában egy másik angol sereg legyőzte és elfogta II. Dávid skót királyt. Miután így északi határát biztonságban tudhatta, Eduárd Calais ostromával folytatta franciaországi invázióját. Ez a hadművelet volt a legnagyobb léptékű az angolok részéről a százéves háborúban, hadseregük elérte a 35 ezer főt. Calais 1347. augusztus 3-án adta meg magát.

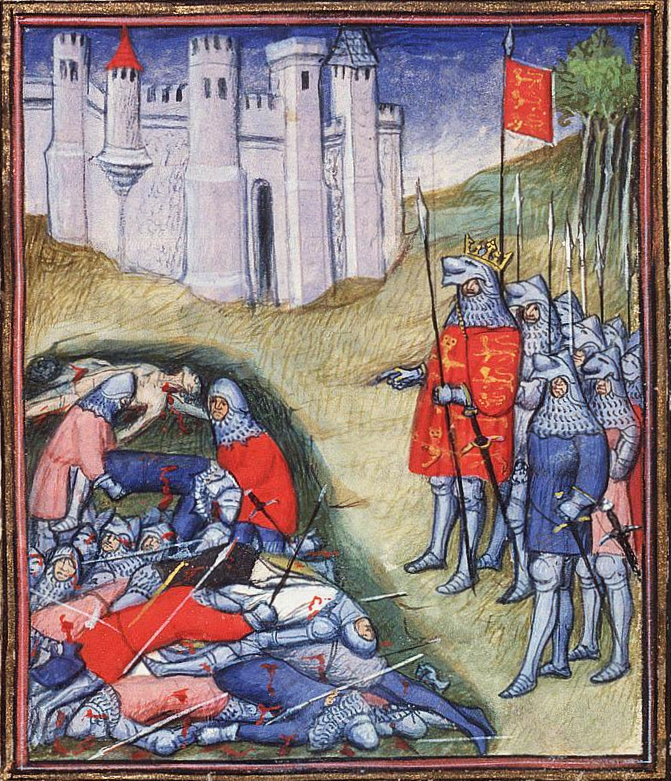
III. Eduárd a holttesteket számlálja a crécyi csatamezőn

A győzelem után azonban rajta kívül álló okok miatt kénytelen volt visszafogni háborús erőfeszítéseit. 1348-ban az addigi legnagyobb pestisjárvány, a ún. fekete halál teljes erejével lesújtott Angliára és lakosságának legalább harmadát elpusztította. A példa nélküli halálozás miatt munkaerőhiány lépett fel, ami a bérek emelkedéséhez vezetett. A nagybirtokosok jövedelme erősen visszaesett. A király és a parlament megpróbálta megállítani a folyamatot és 1349-ben, valamint 1351-ben törvényeket hoztak a bérek szabályozásáról. Hosszú távon nem járhattak sikerrel, de a rendelkezéseket szigorúan betartatták. A járvány összességében nem vezetett a kormányzat és a társadalom összeomlásához és a károkat figyelemre méltóan gyorsan hozták helyre. Az eredmények részben az olyan tehetséges államférfiaknak volt köszönhetőek, mint William Edington kincstárnok és William de Shareshull főbíró.
Nagyobb léptékű katonai akciókra Franciaországban csak az 1350-es évek közepétől került sor ismét. 1356-ban a király legidősebb fia, Eduárd walesi herceg (közismert nevén a Fekete Herceg) nagy győzelmet aratott Poitiers-nél. A létszámhátrányban lévő angolok nemcsak megfutamították a franciákat, de elfogták II. János francia királyt és legfiatalabb fiát, Fülöpöt. A győzelmek sorozata után az angolok nagy területeket szálltak meg Franciaországban, a francia király a kezükben volt, a francia kormányzat pedig az összeomlás szélére került. A francia trónra benyújtott angol igény (amely eredetileg lehet, hogy csak politikai menőver volt) teljesülése kézzelfogható közelségbe került. A döntőnek szánt 1359-es hadjárattal azonban nem sikerült átütő sikert elérni, így Eduárd 1360-ban megkötötte a brétignyi békét, amelyben hatalmas területek átadásért cserébe lemondott trónigényéről.

### Kései évei
Míg Eduárd uralkodása elején energikus és sikeres uralkodóként viselkedett, idős korára egyre inkább eluralkodott rajta a tehetetlenség és a kormányzás jórészt átcsúszott tisztségviselőinek, különösen William Wykeham winchesteri püspök kezébe. A viszonylag alacsony sorból származó Wykehamet 1363-ban lordpecsétőrré, 1367-ben pedig lordkancellárrá nevezte ki, bár a tapasztalatlansága miatti politikai nehézségek okán a parlament az utóbbi tisztségtől 1371-ben megfosztotta. Eduárd problémáit fokozta bizalmi embereinek halála, többen a pestis 1361–62-es visszatértekor hunytak el. William Montagu, a király társa az 1330-as hatalomátvételkor már 1344-ben meghalt; William de Clinton (aki szintén ott volt vele Nottinghamban) 1354-ben, seregeinek talán legtehetségesebb vezére, Henry of Grosmont pedig 1361-ben távozott el. A főurak többsége így már egy fiatalabb generációhoz tartozott, és inkább keresték fiai társaságát, mint a királyét.

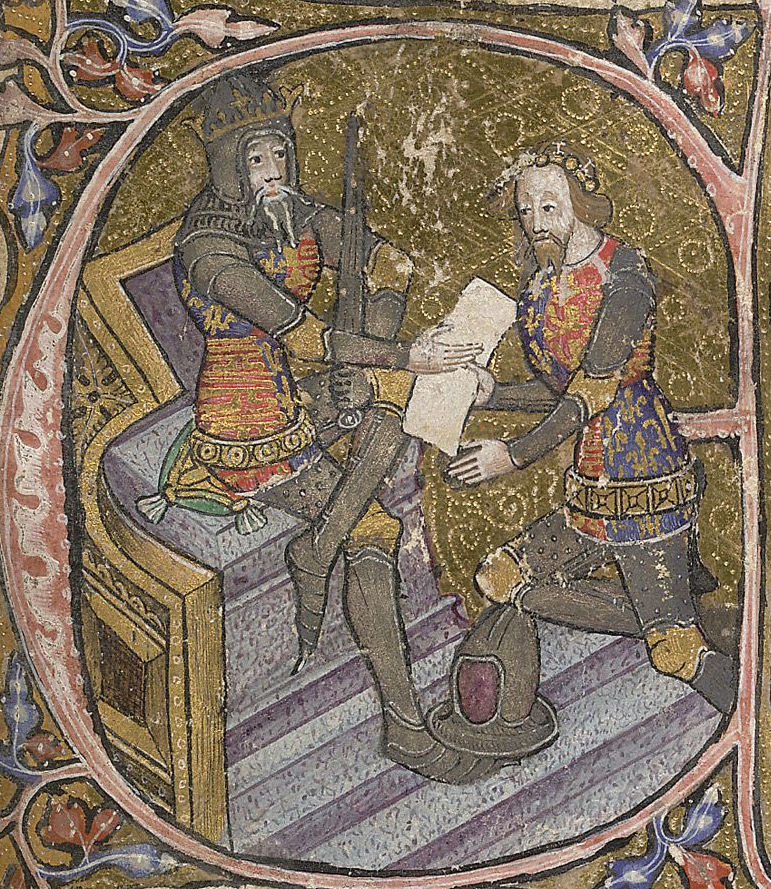
III. Eduárd fiának, a Fekete Hercegnek adományozza Aquitániát

A király a hadszíntéren is egyre inkább fiai segítségére támaszkodott. Második fia, Antwerpeni Lionel 1361-ben megpróbálta erőszakkal alávetni a jórészt autonóm írországi normann-ír urakat, de vállalkozása nem járt sikerrel, csak 1366-ban sikerült megállapodni velük a kilkennyi egyezményben. Franciaországban a brétignyi békét követő évtizedben nagyrészt béke honolt, ám az angol fogságban lévő II. János miközben próbálta összeszedni a váltságdíját, 1364-ben meghalt. Őt a lendületes V. Károly követte a trónon, aki 1369-ben újrakezdte a háborút. Az angol hadakat Eduárd fiatalabb fia, John of Gaunt (Genti János) vezette, de nem sok sikerrel és az 1375-ben megkötött bruggei békében Calais, Bordeaux és Bayonne kivételével elvesztették korábbi hódításaikat.
A katonai vereségek és a háborúskodás miatt fiskális megszorítások miatt Angliában megnőtt a politikai nyugtalanság. A problémák az 1376-ban összehívott, ún. "jó parlamentben" ütköztek ki. Azért hívták össze, hogy jóváhagyja az adóztatást, de az alsóház kihasználta az alkalmat és felhánytorgatta sérelmeit, különösen a király közeli tanácsadóival szemben. William Latimer főkamarást és John Neville főasztalnokmestert elbocsátották pozíciójukból. Eduárd szeretőjét, Alice Perrerst szintén elűzték az udvarból, mert úgy vélték, túl nagy befolyásra tett szert az idős uralkodó fölött. A köznemesség fő ellenfele azonban ekkor Eduárd kisebbik fia, John of Gaunt volt, aki a király és a walesi herceg betegsége miatt gyakorlatilag a kormányzat első emberévé lépett elő. Az arisztokrácia egy része, mint Wykeham vagy Edmund Mortimer az ő támogatói közé tartozott. Gaunt ekkor kénytelen volt engedni az alsóház követeléseinek, de a parlament következő, 1377-es összehívásakor (ún. "rossz parlament") a korábbi engedményeket visszavonták.

Eduárd személyes zászló

Eduárd már nem vett részt ezekben a politikai csatározásokban; kb. 1375 után már alig látta el uralkodói teendőit. 1376 szeptemberének végén egy tályog miatt orvosi kezelésre szorult. 1377 februárjára felépült, de június 21-én a richmondi palotájában szélütést kapott és meghalt. Mivel legidősebb fia, a Fekete Herceg ekkor már halott volt, a trónon tízéves unokája, II. Richárd követte.

## III. Eduárd mint uralkodó

### Törvényhozás

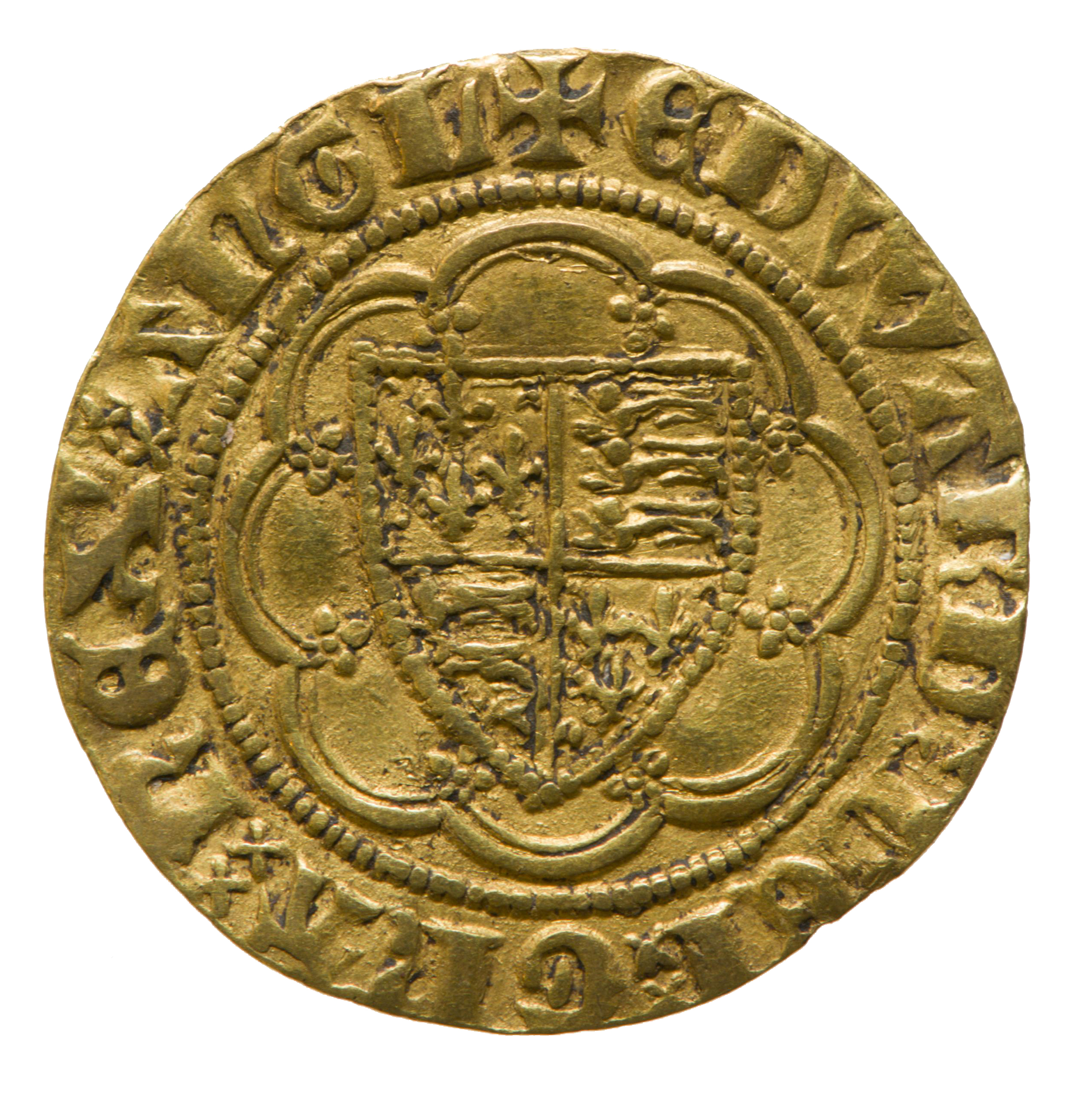
III. Eduárd noble aranypénze

Eduárd uralkodásának középső szakaszában számos fontos rendeletet hoztak. Talán legismertebb példája ennek az 1351-es munkásrendelet, amellyel a pestisjárvány okozta munkaerőhiány miatti gondokat próbálták orvosolni. A rendelet a béreket a járvány előtti szintre csökkentette és visszafogta az elvándorlást azzal, hogy az urak jogot formálhattak embereik szolgálatára. A kereslet-kínálat közgazdasági elvet felülírni szándékozó törvény gondos betartatása ellenére sem érte a kívánt hatást, mert a földbirtokosok egymással is versengtek a munkaerőért. Az emberhiány okozta gondok viszont egy közösségbe terelték az alsóház kis földbirtokosait a Lordok Háza mágnásaival. A szigorú szabályok a parasztság ellenállásával találkoztak és 1381-ben Wat Tyler vezetésével Wat Tyler-felkelés tört ki.
III. Eduárd uralkodása egybeesett a pápák avignoni fogságának idejével. A franciaországi háború során sokan azzal vádolták az erős francia befolyás alatt álló pápát, hogy igazságtalanul ítéli meg Angliát. Az egyház adójának egy része a pápához került és általános volt a vélekedés, hogy ezzel az ország ellenségét finanszírozzák; elégedetlenséget szült az is, hogy a megürült főpapi státuszokat a pápa jelöltjeivel töltötték be. Az 1350-ben és 1353-ban hozott provizorrendelet és az ún. "Praemunire" törvény megtiltotta a pápai püspökállítást és korlátozták az egyházfő befolyását az angol alattvalók fölött. A rendeletek miatt azonban nem szakadt meg az angol uralkodó és a pápa közötti kapcsolat; mindkettőjüknek szüksége volt a másik támogatására.
További jelentős törvény volt az 1351-ben elfogadott felségsértési törvény, amelyben pontosan meghatározták ennek a sokféleképpen értelmezhető bűntettnek a definícióját (a törvény, bár jelentős változtatásokkal, de máig érvényben van). Megreformálták a békebírók helyzetét is, a továbbiakban nemcsak nyomozni és a gyanúsítottakat letartóztatni, hanem ítélkezni is volt joguk (pl. köztörvényes ügyekben).

### A parlament és az adóztatás

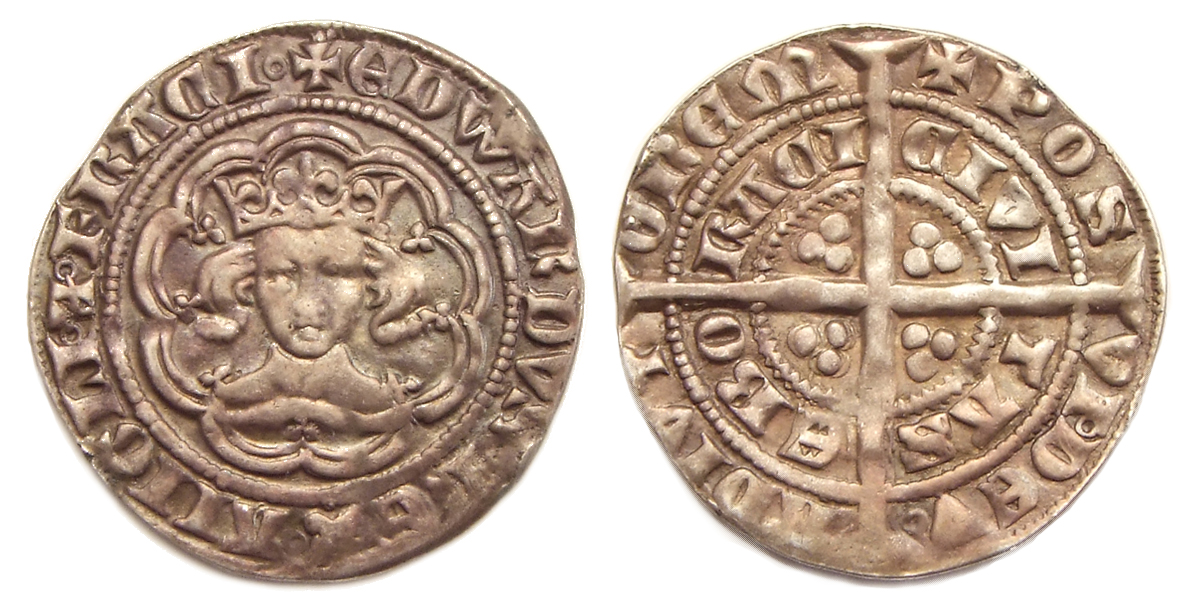
Groat ezüstpénz III. Eduárd képmásával

III. Eduárd idejében már komoly hagyománya volt a képviseleti parlament intézményének (természetesen csak a nemesség számára), de uralkodása alatt komoly fejlődésen ment keresztül. Az addig némileg bizonytalan főúri státusz ezentúl azokra korlátozódott, akiknek joguk volt részt venni a parlamenten, amely fokozatosan formálisan is kétkamarássá vált: elkülönült a Lordok Háza és az alsóház. A nagyobb változások az alsóházban történtek, melynek jelentősen megnőtt a politikai szerepe. A "jó parlament" például az angol történelemben először volt olyan erős, hogy – bár arisztokrata támogatással – politikai válságot robbantson ki. Kialakult a tisztviselők felelősségrevonásának mechanizmusa, valamint a parlamenti szóvívő intézménye. Bár ezen vívmányok némelyike ekkor még ideiglenesnek bizonyult, létrejöttük vízválasztó volt az angol politikai élet fejlődésében.
Az alsóház ereje az adók megszavazásának jogából adódott. A százéves háború hatalmas költségekkel járt, a király és miniszterei pedig különféle módszerekkel próbálták előteremteni a szükséges összegeket. Az uralkodó a koronabirtokokból származó állandó jövedelme mellett jelentős kölcsönöket vett fel hazai és itáliai hitelezőktől. Ezen kívül (és a kölcsönök visszafizetésére) szükség volt az alattvalók megadóztatására is. Többnyire vagyonadót vetettek ki (a városlakók ingóságaik után tizedet, a földművelők tizenötödöt fizettek), melyet azonban a parlamentnek jóvá kellett hagynia és a királynak bizonyítania kellett szükségességét. Kényelmesebb és megbízhatóbb bevételi forrást jelentettek a vámok. Az egyik hagyományos válfaja a gyapjúexportra 1275 óta kivetett vám volt, amit már – sikertelenül – I. Eduárd is megpróbált növelni. 1336 után különböző trükkökkel próbálták növelni a gyapjúvámból származó jövedelmet, majd a kereskedők felzúdulása után 1353-ban megegyeztek, hogy az új vámokat is a parlamentnek kell jóváhagynia (bár az akkor meglevők gyakorlatilag állandósultak).
III. Eduárd gyakori különadókra való rászorulása miatt a parlament – különösen az alsóház – befolyása megnőtt. Általánosan elfogadottá vált, hogy az új adónak igazságosnak kell lennie, a királynak bizonyítania kell szükségességét, jóvá kell hagynia a képviselőknek és az ország javát kell szolgálnia. A parlament volt a helyszíne a király elé terjesztett panaszoknak is, amelyek főleg a korona tisztviselőinek túlkapásait hánytorgatták fel.

### A lovagi szellem és a nemzeti identitás erősödése

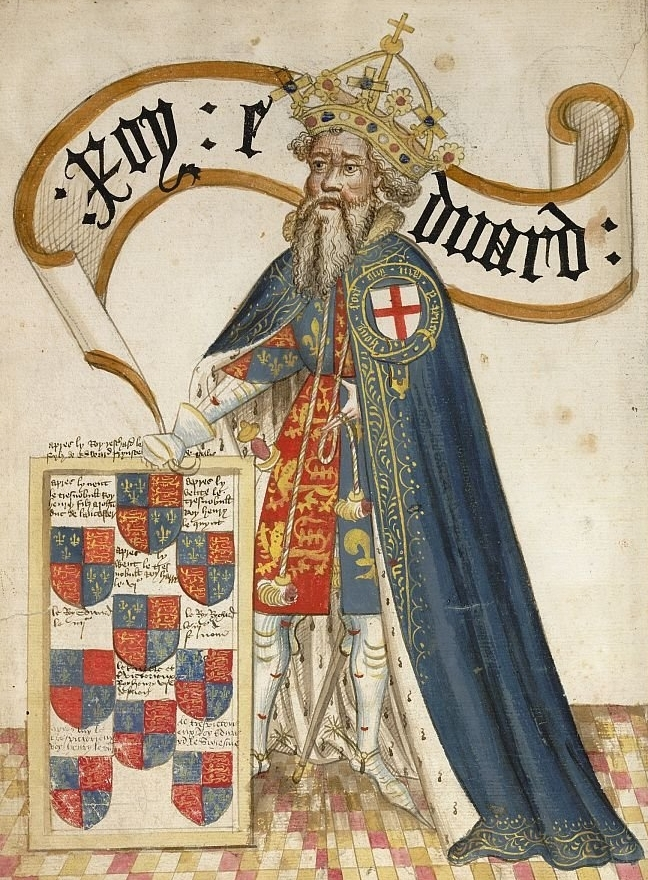
III. Eduárd, a Térdszalagrend nagymestere(1430–40 körül)

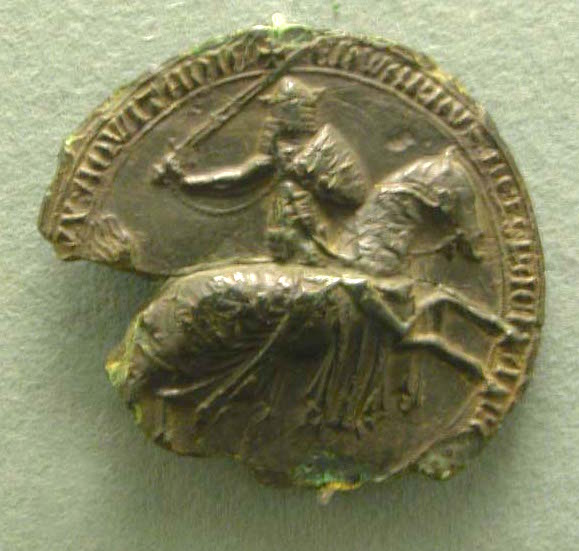
III. Eduárd nagypecsétje

Míg a király apja, II. Eduárd szinte folyamatosan konfliktusban állt az angol főnemességgel, III. Eduárd sikeresen megteremtette a bajtársiasság légkörét arisztokratáival. Apja és nagyapja alig létesített új nemesi címeket, ő azonban 1337-ben, a francia háború előtt egyetlen napon hat új grófi címet adományozott. Ugyanekkor kibővítette a ranglétrát a király közeli rokonainak járó hercegi (Duke) cím megalkotásával. Hogy kialakítsa főuraival a közösségi szellemet, 1348 körül megalapította a Térdszalagrendet. Néhány évvel korábban megpróbálkozott az Artúr királyhoz kötött Kerekasztal szellemiségének felélesztésével is, de a feltehetően a francia hadjárat valósága és az artúri lovagideálok közötti szakadék miatt ezzel a tervével felhagyott. A Térdszalagrend alapító okiratában nem is hivatkozik a Kerekasztalra, csak a lakomákon játszottak egy kerek asztalon űzött játékkal. A rend alapításának és jelmondatának előzményeit Polydorus Vergilius írja le; eszerint a fiatal Kenti Johanna, Salibury grófnője – és feltehetően a király akkori kegyencnője – egy calais-i bálon véletlenül leejtette harisnyakötőjét. Eduárd, a grófnő nevetségessé válását megelőzendő a térde köré kötötte a ruhadarabot és ekkor mondta ki a rend leendő jelmondatát: honi soit qui mal y pense – rossz az, aki rosszra gondol.
Az arisztokrata szellem megerősödését a francia háború váltotta ki és ennek folyománya volt a nemzeti identitás karakteresebbé válása is. A francia inváziótól való félelem egységbe terelte az angolokat és háttérbe szorította a főnemesség normann-francia gyökereit. I. Eduárd óta élt az az összeesküvés-elmélet, hogy a franciák ki akarják irtani az angol nyelvet és erre a félelemre III. Eduárd propagandája is rááerősített. Az angol nyelvet így minden fórumon előtérbe hozták; 1362-ben elrendelték, hogy a bíróságokon az angolt kell használni, a következő évben pedig elsőként a történelmében, a parlament megnyitóját angolul tartották. Ugyanekkor kialakult a köznyelv irodalmi formája William Langland, John Gower, de elsősorban Geoffrey Chaucer Canterburyi mesék-je révén. A hatás nem volt azonnali, az 1362-es törvényt is franciául írták és nem volt közvetlen hatása; és a későbbiekben egészen 1377-ig franciául tartották a parlamenti nyitóbeszédeket. A Térdszalagrendnek is voltak francia tagjai, mint IV. János bretagne-i herceg vagy Robert de Namur.

## Megítélése

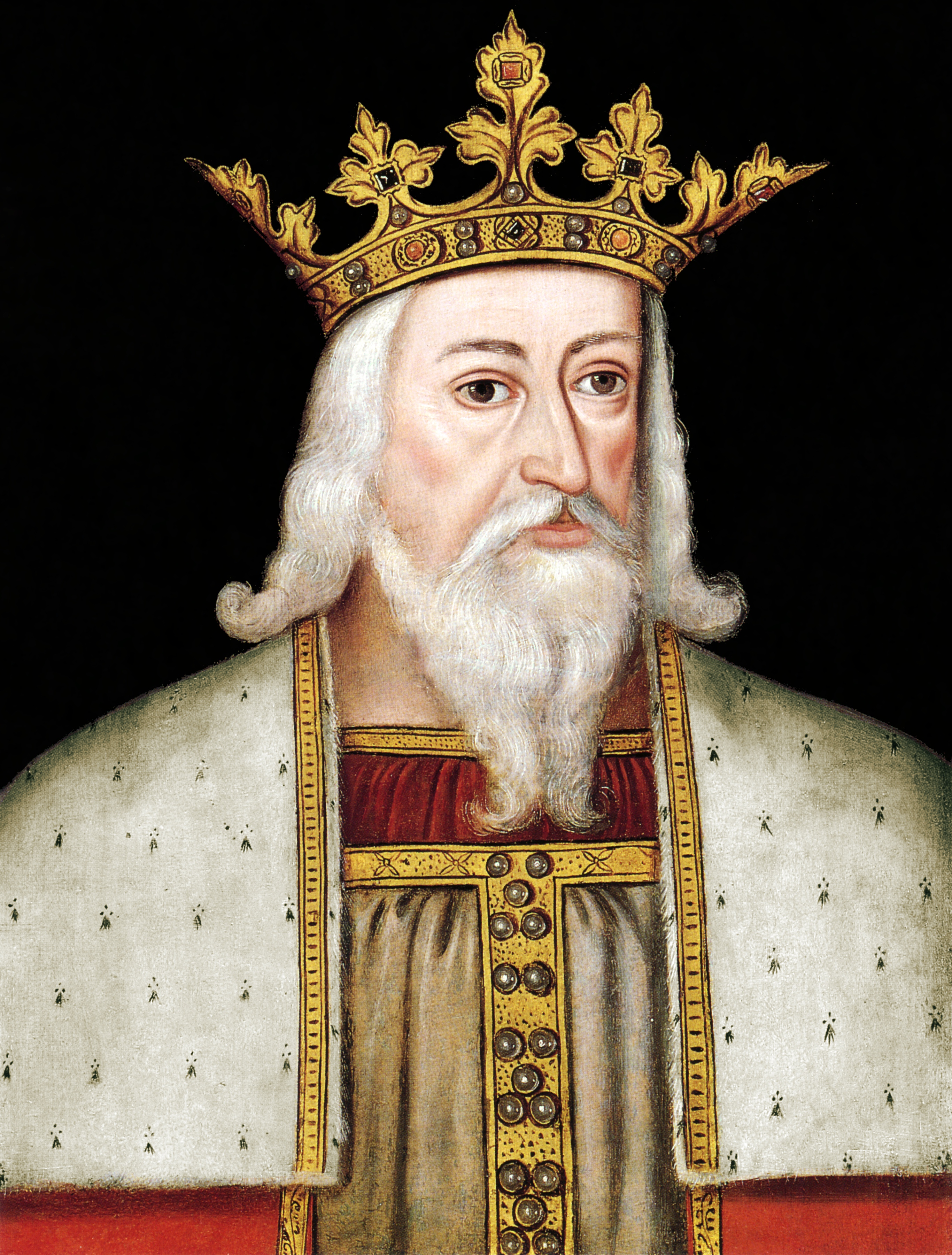
III. Eduárd ábrázolása a 16. század végén

III. Eduárd már életében addig példátlan népszerűségnek örvendett és időskorának sikertelenségeiért sem őt hibáztatták. Kortársa, a flamand Jean Froissart azt írta róla Krónikáiban, hogy "Artúr király napjai óta nem volt párja". Népszerűsége sokáig fennmaradt, bár idővel megítélése megváltozott és alkotmányos reformjait többre értékelték katonai hódításainál. Egyes 19. századi történészek, mint William Stubbs chesteri püspök országa elhanyagolásával vádolták, hogy elsősorban katona volt és Angliát csak mint a háborúzáshoz szükséges eszközök forrása érdekelte. A 20. században azonban rámutattak, hogy Eduárdot kora eszményei alapján kell megítélni, nem egy későbbi politikai ideál felé való törekvés szerint. Kortársai elvárásainak kiválóan megfelelt. Az uralkodót azzal is vádolták, hogy túlságosan bőkezűen osztogatta a birtokokat fiatalabb fiainak, megalapozva ezzel a későbbi nemzedékek konfliktusait, mint a Rózsák háborúját. Azonban ez is a kor gyakorlata volt és a királynak gondolnia kellett dinasztiája ágainak kihalására is.
Amennyire Eduárd jellemére következtetni lehet, úgy temperamentumos és impulzív volt; erre utal Stratford érsekkel és a miniszterekkel való konfliktusa 1340/41-ben. Ugyanakkor ismert volt könyörületessége is; Roger Mortimer unokájának nem hogy megbocsátotta nagyapja vétkeit, de nagy szerepet kapott a francia háborúban és felvette a Térdszalagrendbe. Vallási szempontból és érdeklődési körét illetően megfelelt a hagyományoknak. Ahogyan a középkori királytól elvárták, kedvenc időtöltése a háborúskodás volt, és ebben olyan sikereket ért el, hogy egyes újkori hadtörténészek az angol történelem legnagyobb hadvezérének tartják. Családi kötelékei szokatlanul erősek voltak, a jelek szerint őszintén szerette feleségét (bár annak halála után számos szeretője volt). és ez az odaadás kiterjedt gyermekeire is; számos elődjétől eltérően öt felnőttkort megért fia közül egyik sem fordult ellene.

## Gyermekei
III. Eduárdnak és Hainault-i Filippának 13 gyermeke született:
| Név                      | Születés                                 | Halál                                        | Megjegyzés |
| ------------------------ | ---------------------------------------- | -------------------------------------------- | --- |
| Eduárd (a Fekete Herceg) | 1330. június 15.                         | 1376. június 8.                              | Kenti Johanna grófnőt vette feleségül, fia II. Richárd angol király |
| Izabella                 | 1332. június 16.                         | 1379 április vagy 1382 június 17./október 5. | Enguerrand de Coucy, Bedford 1. grófja felesége lett |
| Johanna                  | 1333. december 19. vagy 1334. január 28. | 1348. július 1.                              | I. Péter kasztíliai király eljegyezte, de odautazás közben pestisben meghalt |
| Vilmos                   | 1337. február 16.                        | 1337 március 3 előtt                         | Születése után nem sokkal meghalt |
| Lionel                   | 1338. november 29.                       | 1368. október 7.                             | Clarence hercege |
| János                    | 1340. március 6.                         | 1399. február 3.                             | Lancaster hercege, fia IV. Henrik. Egyenesági leszármazottai a Somerset grófok és hercegek. A Beaufort hercegek a Somersetek törvénytelen leszármazottai. Lásd még: Beaufort-ház. |
| Edmund                   | 1341. június 5.                          | 1402. augusztus 1.                           | York hercege |
| Blanka                   | 1342 március                             | 1342 március                                 | Születése után nem sokkal meghalt |
| Mária                    | 1344. október 10.                        | 1361. szeptember                             | Feleségül ment IV. János bretagne-i herceghez |
| Margit                   | 1346. július 20.                         | 1361. október 1./december 25.                | Feleségül ment John Hastings Pembroke 2. grófjához |
| Tamás                    | 1347 nyara                               | 1348. szeptember                             | Pestisben meghalt |
| Vilmos                   | 1348. június 24. előtt                   | 1348. szeptember 5. előtt                    | Két hónaposan meghalt |
| Tamás                    | 1355. január 7.                          | 1397. szeptember 8/9.                        | Gloucester hercege |

## Családfája
III. Eduárd rokoni kapcsolatai a francia uralkodóházzal:
|                         |                         |                         |                         |                         |                         |  |  |                         |                         |                         |                         |                         |                         |  |  |                           |                           |                           |                           |                           |                           | III. Fülöp (u. 1270–1285) |  |          |          |          |          |             |             |             |             |             |             |            |            |            |            |  |  |                          |                          |                          |                          |                          |                          |  |  |         |         |         |         |         |         |  |  |  |  |  |  |  |  |  |  |  |  |
|                         |                         |                         |                         |                         |                         |  |  |                         |                         |                         |                         |                         |                         |  |  |                           |                           |                           |                           |                           |                           |                           |  |          |          |          |          |             |             |             |             |             |             |            |            |            |            |  |  |                          |                          |                          |                          |                          |                          |  |  |         |         |         |         |         |         |  |  |  |  |  |  |  |  |  |  |  |  |
|                         |                         |                         |                         |                         |                         |  |  |                         |                         |                         |                         |                         |                         |  |  |                           |                           |                           |                           |                           |                           |                           |  |          |          |          |          |             |             |             |             |             |             |            |            |            |            |  |  |                          |                          |                          |                          |                          |                          |  |  |         |         |         |         |         |         |  |  |  |  |  |  |  |  |  |  |  |  |
|                         |                         |                         |                         |                         |                         |  |  |                         |                         |                         |                         |                         |                         |  |  | IV. Fülöp (u. 1285–1314)  | IV. Fülöp (u. 1285–1314)  | IV. Fülöp (u. 1285–1314)  | IV. Fülöp (u. 1285–1314)  | IV. Fülöp (u. 1285–1314)  | IV. Fülöp (u. 1285–1314)  |                           |  |          |          |          |          |             |             |             |             |             |             |            |            |            |            |  |  | Valois Károly († 1325)   | Valois Károly († 1325)   | Valois Károly († 1325)   | Valois Károly († 1325)   | Valois Károly († 1325)   | Valois Károly († 1325)   |  |  |         |         |         |         |         |         |  |  |  |  |  |  |  |  |  |  |  |  |
|                         |                         |                         |                         |                         |                         |  |  |                         |                         |                         |                         |                         |                         |  |  | IV. Fülöp (u. 1285–1314)  | IV. Fülöp (u. 1285–1314)  | IV. Fülöp (u. 1285–1314)  | IV. Fülöp (u. 1285–1314)  | IV. Fülöp (u. 1285–1314)  | IV. Fülöp (u. 1285–1314)  |                           |  |          |          |          |          |             |             |             |             |             |             |            |            |            |            |  |  | Valois Károly († 1325)   | Valois Károly († 1325)   | Valois Károly († 1325)   | Valois Károly († 1325)   | Valois Károly († 1325)   | Valois Károly († 1325)   |  |  |         |         |         |         |         |         |  |  |  |  |  |  |  |  |  |  |  |  |
|                         |                         |                         |                         |                         |                         |  |  |                         |                         |                         |                         |                         |                         |  |  |                           |                           |                           |                           |                           |                           |                           |  |          |          |          |          |             |             |             |             |             |             |            |            |            |            |  |  |                          |                          |                          |                          |                          |                          |  |  |         |         |         |         |         |         |  |  |  |  |  |  |  |  |  |  |  |  |
| X. Lajos (u. 1314–1316) | X. Lajos (u. 1314–1316) | X. Lajos (u. 1314–1316) | X. Lajos (u. 1314–1316) | X. Lajos (u. 1314–1316) | X. Lajos (u. 1314–1316) |  |  | V. Fülöp (u. 1316–1322) | V. Fülöp (u. 1316–1322) | V. Fülöp (u. 1316–1322) | V. Fülöp (u. 1316–1322) | V. Fülöp (u. 1316–1322) | V. Fülöp (u. 1316–1322) |  |  | IV. Károly (u. 1322–1328) | IV. Károly (u. 1322–1328) | IV. Károly (u. 1322–1328) | IV. Károly (u. 1322–1328) | IV. Károly (u. 1322–1328) | IV. Károly (u. 1322–1328) |                           |  | Izabella | Izabella | Izabella | Izabella | Izabella    | Izabella    |             |             | II. Eduárd  | II. Eduárd  | II. Eduárd | II. Eduárd | II. Eduárd | II. Eduárd |  |  | VI. Fülöp (u. 1328–1350) | VI. Fülöp (u. 1328–1350) | VI. Fülöp (u. 1328–1350) | VI. Fülöp (u. 1328–1350) | VI. Fülöp (u. 1328–1350) | VI. Fülöp (u. 1328–1350) |  |  | Johanna | Johanna | Johanna | Johanna | Johanna | Johanna |  |  |  |  |  |  |  |  |  |  |  |  |
| X. Lajos (u. 1314–1316) | X. Lajos (u. 1314–1316) | X. Lajos (u. 1314–1316) | X. Lajos (u. 1314–1316) | X. Lajos (u. 1314–1316) | X. Lajos (u. 1314–1316) |  |  | V. Fülöp (u. 1316–1322) | V. Fülöp (u. 1316–1322) | V. Fülöp (u. 1316–1322) | V. Fülöp (u. 1316–1322) | V. Fülöp (u. 1316–1322) | V. Fülöp (u. 1316–1322) |  |  | IV. Károly (u. 1322–1328) | IV. Károly (u. 1322–1328) | IV. Károly (u. 1322–1328) | IV. Károly (u. 1322–1328) | IV. Károly (u. 1322–1328) | IV. Károly (u. 1322–1328) |                           |  | Izabella | Izabella | Izabella | Izabella | Izabella    | Izabella    |             |             | II. Eduárd  | II. Eduárd  | II. Eduárd | II. Eduárd | II. Eduárd | II. Eduárd |  |  | VI. Fülöp (u. 1328–1350) | VI. Fülöp (u. 1328–1350) | VI. Fülöp (u. 1328–1350) | VI. Fülöp (u. 1328–1350) | VI. Fülöp (u. 1328–1350) | VI. Fülöp (u. 1328–1350) |  |  | Johanna | Johanna | Johanna | Johanna | Johanna | Johanna |  |  |  |  |  |  |  |  |  |  |  |  |
|                         |                         |                         |                         |                         |                         |  |  |                         |                         |                         |                         |                         |                         |  |  |                           |                           |                           |                           |                           |                           |                           |  |          |          |          |          |             |             |             |             |             |             |            |            |            |            |  |  |                          |                          |                          |                          |                          |                          |  |  |         |         |         |         |         |         |  |  |  |  |  |  |  |  |  |  |  |  |
|                         |                         |                         |                         |                         |                         |  |  |                         |                         |                         |                         |                         |                         |  |  |                           |                           |                           |                           |                           |                           |                           |  |          |          |          |          | III. Eduárd | III. Eduárd | III. Eduárd | III. Eduárd | III. Eduárd | III. Eduárd |            |            |            |            |  |  |                          |                          |                          |                          |                          |                          |  |  | Filippa | Filippa | Filippa | Filippa | Filippa | Filippa |  |  |  |  |  |  |  |  |  |  |  |  |
|                         |                         |                         |                         |                         |                         |  |  |                         |                         |                         |                         |                         |                         |  |  |                           |                           |                           |                           |                           |                           |                           |  |          |          |          |          | III. Eduárd | III. Eduárd | III. Eduárd | III. Eduárd | III. Eduárd | III. Eduárd |            |            |            |            |  |  |                          |                          |                          |                          |                          |                          |  |  | Filippa | Filippa | Filippa | Filippa | Filippa | Filippa |  |  |  |  |  |  |  |  |  |  |  |  |